# Aleuroclava dubius
Aleuroclava dubius là một loài côn trùng cánh nửa trong họ Aleyrodidae, phân họ Aleyrodinae.
Aleuroclava dubius được Bink-Moenen miêu tả khoa học đầu tiên năm 1983.